# Phare du Fort Zoutman
Le phare du Fort Zoutman  était un phare situé sur la tour Willem III du Fort Zoutman, une fortification militaire dans la ville d'Oranjestad (Aruba), Territoire néerlandais d'outre-mer des Pays-Bas.
Le bâtiment a été classé aux Monuments Fund Aruba .

## Histoire
Le Fort Zoutman avait été construit par les néerlandais en 1792 et la Tour Willem III, où se trouvait la balise, en 1868. Le fort et la tour ont été restaurés et rouverts en 1983 en tant que musée historique d'Aruba.
Le phare , mis en service le 19 février 1868, jour de l'anniversaire, a été désactivé en 1963.
La lampe à pétrole d'origine a été remplacée par une lampe à essence , puis par une lampe à acétylène en 1930. Le phare a été électrifié en 1935. Au fil des ans, la tour a également fonctionné comme une tour d'horloge, une salle d'audience, une bibliothèque, un bureau de poste , un bureau des impôts, une tour de guet et un poste pour la police d'Aruba.
Identifiant : ARLHS : ARU-004 .
|       |
| Aruba |

|                    |
| La Tour Willem III |

|         |
| La nuit |

### Lien connexe
- Liste des phares du Territoire néerlandais d'outre-mer